# Goughteichhuhn
Das Goughteichhuhn (Gallinula comeri) lebt auf der Insel Gough im südlichen Atlantik. Von George Comer wurde es erstmals gesammelt und von Joel Asaph Allen als eigene Art beschrieben.

## Beschreibung
Das Goughteichhuhn sieht der europäischen Teichralle ähnlich. Die Vögel erreichen eine Länge von 27 Zentimeter, ihre Statur ist eher untersetzt. Die Farbe ist generell schwarz, Nacken und Rücken sind dunkelbraun, die Unterseite des kurzen Schwanzes ist weiß. Frontalschild und Schnabel sind rot, die Spitze des Schnabels gelb. Die Beine sind orange mit gelb-grünen und roten Stellen.

## Verhalten
Die Flugfähigkeit haben diese Vögel verloren. Comer berichtete, dass sie die Flügel beim Rennen einsetzten und nicht auf einen ein Meter hohen Tisch gelangen konnten.
Die Vögel sind Allesfresser. Sie ernähren sich von Pflanzenteilen, Samen, Insekten und Aas.
Die Brutzeit reicht von September bis März, es werden jeweils zwei bis fünf Eier gelegt.

## Verbreitung
Das Goughteichhuhn kam ursprünglich nur auf der Gough-Insel vor. 1956 wurden einige Exemplare auf Tristan da Cunha ausgesetzt, wo sich in der Folge ebenfalls eine stabile Population entwickelte. Die Vögel bewohnen Buschland und seltener Grasland, sie fehlen in den Heideflächen.

## Systematik und zoologische Geschichte
Das Goughteichhuhn wurde erstmals 1888 von George Comer gesammelt, er brachte sechs Vögel mit an Bord, von denen allerdings vier bald starben. Joel Asaph Allen beschrieb sie 1892 als Porphyriornis comeri. Es wurde oft als identisch mit der ausgestorbenen Tristanteichhuhn (Gallinula nesiotis) angesehen, DNA-Studien bestätigten jedoch den Status als eigene Art.